# Rue Pierre-Brossolette (Châtillon, Hauts-de-Seine)
Pour les articles homonymes, voir Brossolette et Pierre-Brossolette.
La rue Pierre-Brossolette est une voie de communication de Châtillon dans les Hauts-de-Seine,.

## Situation et accès

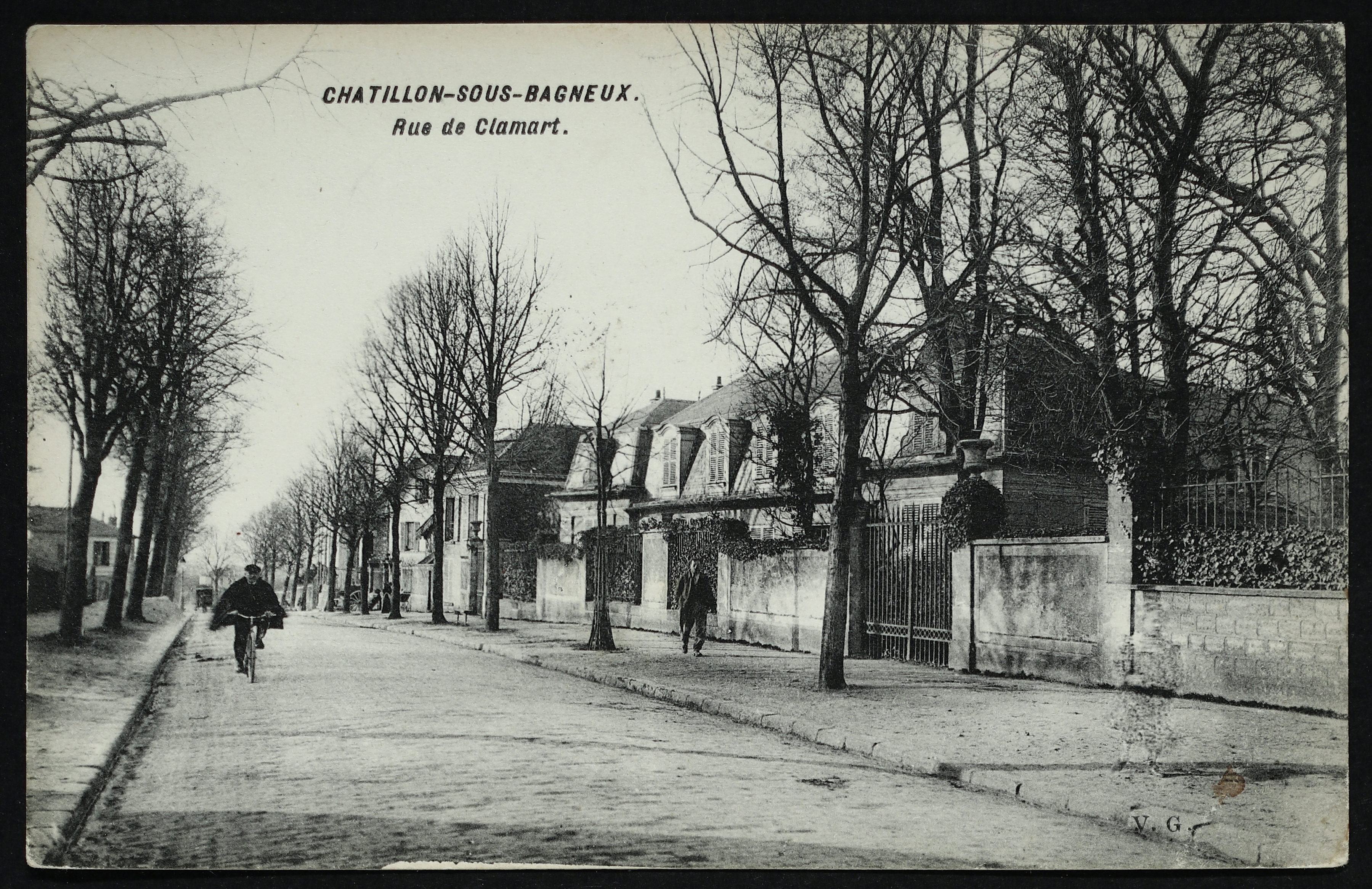
Rue de Clamart, Châtillon.

Orientée d'ouest en est, cette rue commence son tracé à la limite de Clamart, traverse l'avenue de Verdun et se termine au carrefour de l'avenue de la Division-Leclerc et de la rue Gabriel-Péri.
Elle est desservie par la ligne 6 du tramway d'Île-de-France.

## Origine du nom

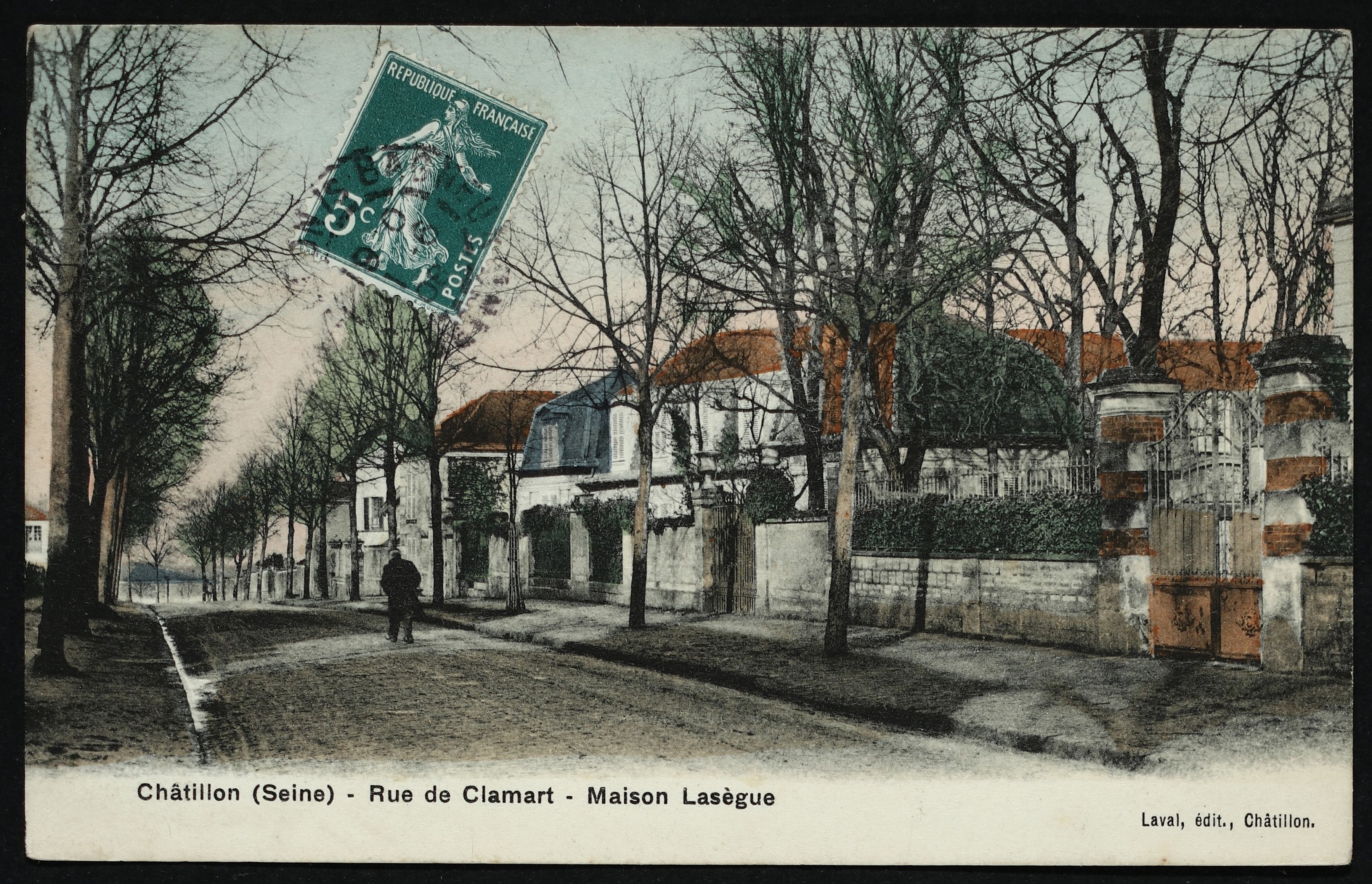
Rue de Clamart, carte colorisée.

L'ancien nom de cette voie, rue de Clamart, fait pendant à la rue de Châtillon à Clamart, située sur le même axe de la route départementale 68.

## Historique

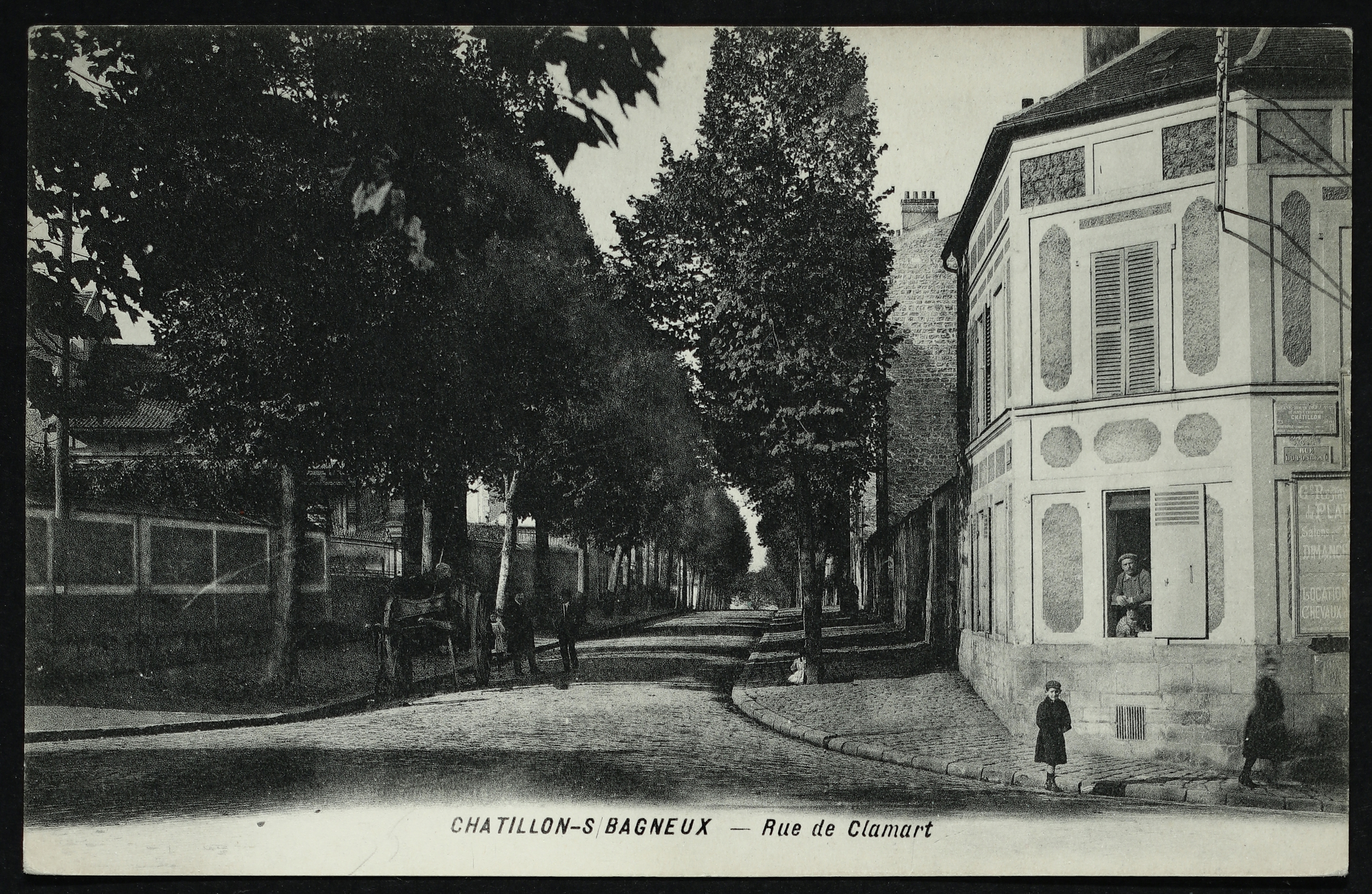
La rue de Clamart vers 1900.

Cet endroit est indissociable de l'histoire des carrières souterraines creusées à cet endroit et remontant au XVIIIe siècle au moins.
L’Inspection des Carrières relève l'existence d’une ancienne exploitation souterraine de gypse datant de 1760 à l’angle de la rue Pierre-Brossolette et de l’avenue de la Division-Leclerc. Entre les rues Pierre-Brossolette et Lasègue, existe une exploitation à ciel ouvert. Des fabricants de plâtre viendront s'installer sur cette voie, avec l'entreprise Chatelier vers 1859, et Beaumont en 1868.
Parallèlement, les besoins de la capitale en pierre à bâtir augmentent avec les travaux hausmanniens. Entre cette rue et la rue Béranger, le calcaire est creusé jusqu'à trente mètres de profondeur, dans une exploitation qui durera environ de 1870 à 1900.

## Bâtiments remarquables et lieux de mémoire
- Cimetière de Châtillon[5], ouvert en 1827.
- Au no 10, un immeuble recensé à l'inventaire général du patrimoine culturel[6].